# Novoletni festival narodnozabavne glasbe Dolenjske Toplice
Novoletni festival narodnozabavne glasbe Dolenjske Toplice je festival, ki poteka kot zadnji narodnozabavni festival v koledarskem letu. Odvije se na državni praznik dan samostojnosti in enotnosti, 26. decembra, ne glede na to, na kateri dan praznik pride. Prvi festival je potekal leta 2005. Na festivalu nastopijo ansambli po izboru organizatorja izmed vseh, ki se prijavijo na razpis.

## Izvedba
Vsak ansambel se predstavi z eno avtorsko skladbo, ki je lahko že javno predvajana, vendar ni zmagala na katerem izmed festivalov, in eno skladbo iz zakladnice slovenske narodnozabavne glasbe, ki ni lastna skladba nastopajočega ansambla. Ker že ime festivala pove, da je ta novoletni, se večina ansamblov odloči za temo, povezano z božičem ali novim letom, kar pa ni navedeno v razpisnem pogoju kot pravilo.
Festival od vključno 3. festivala leta 2007 poteka v Kulturno kongresnem centru v Dolenjskih Toplicah. Prva dva sta potekala v prireditvenem šotoru.

## Nagrade
Na festivalu podelijo naslednje nagrade:
- Zlati, srebrni in bronasti termalček (skupek ocen strokovne komisije in občinstva);
- Nagrada za najboljšo inštrumentalno izvedbo;
- Nagrada za najboljšo vokalno izvedbo ali nagrada za najvšečnejši ansambel po izboru strokovne komisije;
- Nagrada za najboljše besedilo;
- Nagrada za najbolj izviren nastop;

V različnih obdobjih so se na festivalu podelile tudi naslednje nagrade:
- Nagrada za najboljši ansambel v celoti (1. nagrada strokovne komisije);
- 2. nagrada strokovne komisije;
- 3. nagrada strokovne komisije;
- 1. nagrada občinstva;
- 2. nagrada občinstva;
- 3. nagrada občinstva;
- Zlati, srebrni in bronasti termalčki (razdeljeni med vse nastopajoče ansamble);

## Zmagovalci

### Od 2005 do 2013
Nagrade so se v zgodovini festivala spreminjale. Do vključno 9. festivala leta 2013 so zlate, srebrne in bronaste termalčke na nekaj festivalih razdelili med vse nastopajoče ansamble glede na oceno strokovne komisije (podobno kot še danes podeljujejo zlate, srebrne in bronaste pastirčke na festivalu Graška Gora poje in igra). Glavni nagradi sta bili 1. nagrada strokovne komisije za najboljši ansambel v celoti in 1. nagrada občinstva. Nagrajenci so bili:
| #  | Leto | Najboljši ansambel v celoti | Nagrada občinstva        |
| -- | ---- | --------------------------- | ------------------------ |
| 1. | 2005 | Ansambel Vrisk              | Ansambel Novi spomini    |
| 2. | 2006 | Ansambel Juhej              | Ansambel Prosen          |
| 3. | 2007 | Ansambel Krjavelj           | Ansambel Popotniki       |
| 4. | 2008 | Ansambel Spomini            | Ansambel Topliška pomlad |
| 5. | 2009 | Ansambel Tapravih 6         | Ansambel Topliška pomlad |
| 6. | 2010 | Skupina Gadi                | Ansambel Nemir           |
| 7. | 2011 | Ansambel Nemir              | Ansambel Otoški cvet     |
| 8. | 2012 | Ansambel Dolenjski zvoki    | Ansambel Potep           |
| 9. | 2013 | Ansambel Aufbiks            | Ansambel Aufbiks         |

### Od 2014 do danes
Z 10. festivalom 2014 so se nagrade spremenile. Na festivalu zdaj podelijo po en zlat, srebrn in bronast termalček, ki sedaj štejejo za glavne nagrade. Prejemniki teh nagrad v zadnjih treh letih so bili:

### Ostale nagrade
Prejemnik ostalih nagrad, ki jih podelijo na festivalu:
Prejemnik ostalih nagrad, ki jih podelijo na festivalu:
| #   | Leto | Zlati termalček            | Srebrni termalček            | Bronasti termalček          |
| --- | ---- | -------------------------- | ---------------------------- | --------------------------- |
| 10. | 2014 | Ansambel Prva liga         | Ansambel Petan               | Ansambel Pogled             |
| 11. | 2015 | Ansambel Moment            | Ansambel Pogled              | Ansambel Fantje izpod Lisce |
| 12. | 2016 | Ansambel Mladi Belokranjci | Ansambel Ponos               | Ansambel Krimski lisjaki    |
| 13. | 2017 | Ansambel Blaža Hutevca     | Ansambel Prava stvar         | Ansambel Lenarti            |
| 14. | 2018 | Ansambel Norost            | Ansambel Roka Kastelca       | Ansambel Divja kri          |
| 15. | 2019 | Ansambel Dolenjskih 5      | Ansambel Jarica              | Ansambel Blaža Hutevca      |
| 16. | 2022 | Ansambel Topliška pomlad   | Ansambel Roka Kastelca       | Ansambel Dar                |
| 17. | 2023 | Ansambel Jarica            | Ansambel Dolenjski veseljaki | Ansambel Gašperja Mirnika   |
| 18. | 2024 | Ansambel Pik               | Ansambel Gašperja Mirnika    | Ansambel Kiper              |

| #   | Leto | Nagrada za najboljšo inštrumentalno izvedbo | Nagrada za najboljšo vokalno izvedbo | Nagrada za najboljše besedilo |
| --- | ---- | ------------------------------------------- | ------------------------------------ | ----------------------------- |
| 2.  | 2006 | Ansambel Polka punce                        | Ansambel Tapravi faloti              | Nagrada ni bila podeljena.    |
| 3.  | 2007 | Ansambel Krjavelj                           | Ansambel Tapravi faloti              | Nagrada ni bila podeljena.    |
| 4.  | 2008 | Ansambel Zdomarji                           | Ansambel Ribniški pušeljc            | Nagrada ni bila podeljena.    |
| 5.  | 2009 | Ansambel Vikend                             | Ansambel Grubar                      | Nagrada ni bila podeljena.    |
| 6.  | 2010 | Ansambel Nemir                              | Ansambel Popotniki                   | Nagrada ni bila podeljena.    |
| 7.  | 2011 | Ansambel Peklenski muzikantje               | Ansambel Vikend                      | Nagrada ni bila podeljena.    |
| 8.  | 2012 | Nagrad niso podelili.                       | Nagrad niso podelili.                | Nagrada ni bila podeljena.    |
| 9.  | 2013 | Nagrad niso podelili.                       | Nagrad niso podelili.                | Nagrada ni bila podeljena.    |
| 10. | 2014 | Ansambel Prva liga                          | Ansambel Briški kvintet              | Matej Kocjančič               |
| 11. | 2015 | Ansambel Fantje izpod Lisce                 | Ansambel Dolinarji                   | Darinka Kovač                 |
| 12. | 2016 | Ansambel Mladi Belokranjci                  | Ansambel Ponos                       | Matej Kocjančič               |
| 13. | 2017 | Ansambel Prava stvar                        | Nepodeljena.                         | Darinka Kovač                 |
| 14. | 2018 | Ansambel Petovia kvintet                    | Nepodeljena.                         | Vera Šolinc                   |
| 17. | 2023 | Ansambel Gašperja Mirnika                   | Ansambel Kiper                       | Matej Kocjančič               |

Na 13. festivalu leta 2017 so podelili tudi nagrado za najvšečnejši ansambel festivala po izboru strokovne komisije. Nagrajen je bil Ansambel Lenarti.
Na 14. festivalu leta 2018 so podelili nagrado za najbolj izviren nastop, ki ga je prejel Ansambel Lenarti, in posebno nagrado strokovne komisije, ki jo je prejela Skupina Pika na I.

### Nekdanje nagrade
Na nekaj festivalih so podelili 3 nagrade strokovne komisije in 3 nagrade občinstva. Zmagovalci v obeh kategorijah so navedeni v prvi tabeli, prejemniki 2. in 3. nagrade v posamezni kategoriji pa so bili:
| #  | Leto | 2. nagrada strokovne komisije | 3. nagrada strokovne komisije | 2. nagrada občinstva     | 3. nagrada občinstva |
| -- | ---- | ----------------------------- | ----------------------------- | ------------------------ | -------------------- |
| 3. | 2007 | Ansambel Tapravi faloti       | Ansambel Roka Žlindre         | Ansambel Roka Žlindre    | Ansambel Šment       |
| 4. | 2008 | Ansambel Prosen               | Ansambel Slučaj               | Ansambel Slučaj          | Ansambel Novo upanje |
| 5. | 2009 | Ansambel Ceglar               | Ansambel Ribniški pušeljc     | Ansambel Gorjanski odmev | Ansambel Nemir       |
| 6. | 2010 | Ansambel Krjavelj             | Ansambel Vikend               | Ansambel Otoški cvet     | Ansambel Aufbiks     |
| 7. | 2011 | Ansambel Vikend               | Ansambel Veseli Dolenjci      | Ansambel Topliška pomlad | Ansambel Petan       |